# 체코 문학
체코 문학(-文學)은 체코어로 쓰인 문학을 일컫는 말이다.

## 배경
체코 문학의 기원은 9세기로 거슬러 올라간다. 9세기에 체코슬로바키아 지역에는 ‘대(大)모라비아 왕국’이라는 서(西)슬라브족의 나라가 있었고, 그 서쪽으로 인접한 프랑크가 로마 가톨릭교회에 의한 타부족 통합을 노려 모라비아에 종교적·무력적 압력을 가하고 있었다. 모라비아 왕 로스티슬라프는 이에 대항하는 문화정책으로 동방정교회(東方正敎會)로 눈길을 돌려, 863년 콘스탄티노플의 동로마 황제에게 슬라브어를 아는 선교사의 파견을 요청했다. 이 요청에 호응해서 모라비아 전도에 파견된 것이 슬라브 문화사상 이름 높은 킬리로스와 메토디오스라는 두 형제이다. 그들은 그리스 사람들이었으나 마케도니아 지방의 슬라브어를 이해하고 있어 해박한 학식을 활용, 슬라브인 문맹자를 위해 슬라브어 표기에 적합한 문자를 고안했다. 이 문자에 의해 체코인은 처음으로 문학의 가능성을 얻었고, 최초에는 그리스어의 성서나 〈전례서(典禮書)〉의 번역이 주로 이루어졌다. 이와 같은 종교문헌에 사용되고 있는 슬라브어를 ‘고(古)교회 슬라브어’라고 한다. 고교회 슬라브어로 쓰인 문헌 가운데 가장 문학적 가치가 높은 것은 두 형제의 전기로서 이것이 나온 장소는 명확하지 않다.
체코권내에서 쓰인 문헌에는 10세기 무렵의 것으로 추정되는 성(聖)벤체슬라스(보헤미아의 왕자 바츨라프,920~29)의 전기가 있다. 그러나, 1097년에 라틴어가 교회의 의식용어로 인정된 후에는 고교회 슬라브어는 체코에서 사용되지 않게 되었다.

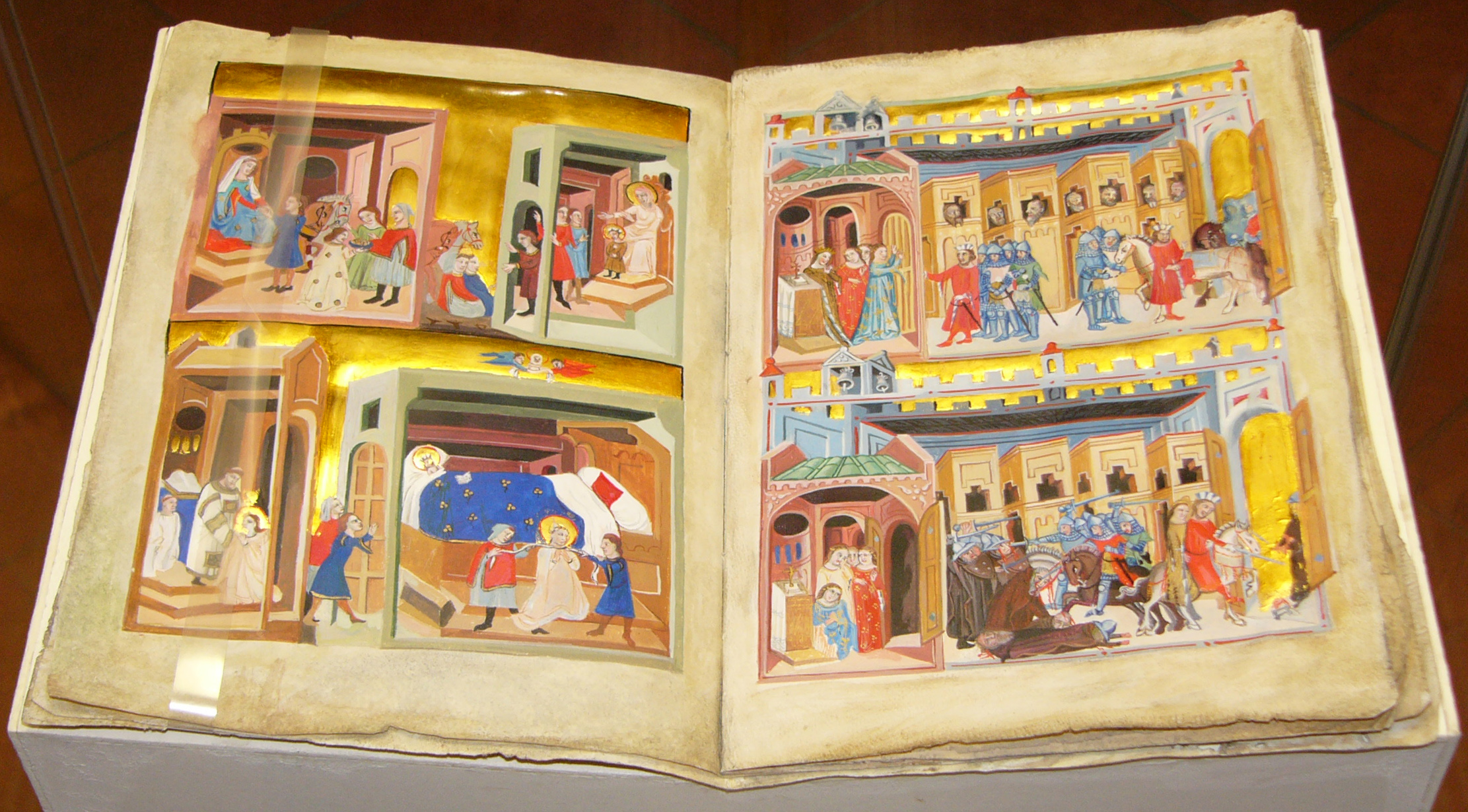
달리밀 연대기

## 중세 문학
현존하는 가장 오랜 체코어 문헌은 13세기 후반의 것이다. 14세기부터 체코어에 의한 문학이 발달하기 시작했고, 서사시 〈알렉산더 대왕〉이나 최초의 사서(史書) 〈달리밀 연대기〉(1330?)가 나왔다. 카를 4세 재위시에는 학예가 번성하고 1348년에는 중·동유럽 최고의 카를 대학이 프라하에 창설되어, 프라하는 그 시대에 ‘황금의 프라하’로 불렸다. 이 세기의 끝에 가서는 스미르 프라시카의 정치적 풍자우화 〈새로운 조언(助言)〉이 나왔다.
15세기초 카를 대학 총장 얀 후스(1369?~1415)는 서구의 퇴폐한 가톨릭교회의 악풍을 격렬히 비판하여 종교개혁의 횃불을 올렸다. 후스의 문학상의 공적은 체코 언어로된 간결하고 유연한 설교집과, 1자 1음의 원리에 입각해서 정서법(正書法) 개선을 논한 《보헤미아 정서법》의 저서이다. 《성서》의 번역(《클라리체 성서》, 1579~1593 출판)은 체코어에 의한 산문의 위치를 높였다.
17세기와 18세기는 체코인에게 있어 극히 비극적인 시대였다. 1620년 프라하에 가까운 빌라 호라 전투에서 개신교군이 가톨릭 연합군에 패배하자 체코령은 합스부르크가(家)의 지배하에 들어가, 체코의 귀족 및 후스 교도는 학살되거나 혹은 국외로 추방되었다. 체코어의 문헌은 소각당하고, 체코어는 공용어로서의 사용이 금지되는 한편 독일어가 이에 대체되었다. 체코인이 2세기에 걸쳐 쌓아올린 문학의 전통은 여기에서 붕괴되었으며, 이 전통을 홀로 국외에서 계승한 것은 동포교회(同胞敎會)의 최후의 사교이자 세계적 교육학자인 얀 아모스 코멘스키(라틴명 코메니우스,1592~1670)였다. 그는 학술상의 저작은 라틴어로 썼으나 체코어로 쓴 문학작품 중에 자신의 편력체험에 동시대에 대한 풍자를 담아 엮은 《세계의 미로와 마음의 낙원》(1623년작, 31년 간행)은 체코 산문문학의 최고 걸작 가운데 하나이다. 국내에서는 예수회의 사제인 보프슬라프 바르빈(1621~1688)이 대담하게도 라틴어로 《슬라브어, 특히 보헤미아어 옹호론》(1677)을 썼으나 발간 금지서가 되어 간행된 것은 100년 후의 일이었다.

## 근대 문학
체코의 민족 부흥운동은 18세기 말부터 19세기 전반에 걸쳐 높아졌다. 18세기 말이 되자 합스부르크가의 요제프 2세가 당시의 계몽사상 영향을 받아 농노해방, 학교건설 등 상부에서부터 해방시켜준 덕분으로 민족은 2세기 만에 숨을 되돌렸다. 민족의 문화향상을 위해 국어의 정리가 필요하게 되었다. 문헌학자 요세프 도브로프스키(1753~1829)는 체코어 문법 및 언어사를 썼고, 같은 문헌학자이자 서구 낭만주의 문학의 소개자이기도 한 융그만(1773~1847)은 문학사 및 사전을 저술해서 근대 체코 문어(文語)의 확립을 위해 공헌했다.
민족정신이 고양된 가운데 낭만주의 문학이 탄생하는데, 체코의 낭만주의 문학자 가운데 학자가 많은 것이 하나의 특징이며, 민족의 전통에 이들의 관심이 쏠렸다. 팔라츠키(1798~1867)는 《체코 민족사》를 써서 ‘조국의 아버지’로 불렸고, 샤파지크(1795~1861)는 위대한 슬라브 학자인 동시에 시인으로서도 뛰어났다. 학자 시인인 콜라르(1793~1852)는 장편시 〈슬라바의 딸〉(1824~1832)로 범(汎)슬라브적 민족애를 나타냈고, 첼라코프스키(1799~1852)는 슬라브 민족의 민요를 수집, 민요의 정신을 이어받은 시집 《체코 민요의 메아리》(1839)를 발표했다. 낭만주의 문학 가운데 걸출한 존재는 마하(1810~1836)로서 대표작인 담시 〈5월〉(1836)은 예술적인 향기가 높은 것이었고, 그 밖에 산문에도 손을 댔으나 불행히도 요절했다.
1840년대에는 슬로바키아어를 문장어로서 체코어와 대등한 위치에까지 끌어올리려는 운동이 슬로바키아인 사이에 일어나, 학자이자 시인인 슈투르(1815~1856) 등의 문학적 실천에 의해 문어로서의 슬로바키아어가 형성되었다.
1848년 프랑스에서 일어난 2월혁명의 물결은 체코에도 파급되어, 각지에서 바리케이드전이 벌어졌으나 혁명은 진압되고 합스부르크가는 반동정치로 전향했다. 이 체험을 통해 문학자의 눈은 현실을 직시하기에 이르렀고, 리얼리즘으로 이행과 함께 근대문학으로 접근이 이루어졌다. 이 혁명에 참가한 카렐사비나는 스메타나의 오페라 대본작자로서 알려졌고, 시인 프리치(1829~90)는 오랜 동안의 유형(流刑)중에 문학활동을 계속, 동시대의 귀중한 기록이 된 《회상록》(1886~87)을 저술했다. 작가 넴초바(1820~1882)는 산문분야를 개척했으며 그의 중편소설 《할머니》(1855)는 소박한 농촌녀의 사랑스러운 인품과 보헤미아 농촌의 모습을 리얼하고도 아름답게 묘사한 것으로 체코 국민문학의 기념비적 작품이다. 네루다(1834~1891)는 시인으로서도 뛰어나며, 프라하의 어떤 거리의 생활을 그린 단편집 《마라 스트라나 이야기》(1878)는 지금도 애독되고 있다. 19세기 후반에 활약한 시인은 네루다 외에 하브리체크보로프스키, 에르벤, 슬라데크, 할레크, 울프리키 등이 있다. 최대의 시인은 체흐(1846~1908)로서, 수많은 작품 가운데 시로서는 휴머니스틱한 장편 서사시 〈노예의 노래〉(1894), 산문으로 풍자소설 《부로우체크 씨의 15세기 여행》(1889)은 그의 대표작이다.
19세기 후반부터 20세기 초엽에 걸쳐 리얼리즘 문학은 역사소설 장르의 확립에 의하여 발전을 모았다. 역사소설의 대표자는 알로이스 이라세크(1851~1930)로서 《흐름 속에》(1887~1890)를 비롯해서 ‘후스 전쟁’에서 취재한 일련의 작품과, 그 어느 것이나 민족의 각성이 주제인 (1888~1906), 《우리 고향에서》(1896~1903), 《암흑》(1916) 등의 장편이 명작으로 꼽힌다. 리얼리즘의 작가에는 라이스, 호레체크, 노바코바, 헤르벤, 무르시티크 형제 등이 있으나, 리얼리즘 문학의 사상적 지도자로서는 근대적 문예비평의 확립자 샬타(1867~1937)와 후에 대통령이 된 사상가 마사리크(1850~1937)를 들 수가 있다. 20세기 초엽에는 서구 모더니즘의 영향을 받은 시인 소바(1864~1928), 마하루(1864~1942), 베즈루치(1867~1958) 등이 출현했다.

## 현대 문학

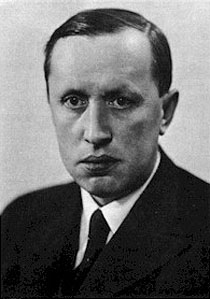
카렐 차페크

1918년에는 오스트리아-헝가리 제국이 해체되고 체코슬로바키아 공화국이 탄생하였는데, 국내의 급속한 공업발전은 노동운동에도 박차를 가하여서 소위 프롤레타리아 문학이 새롭고도 강력한 조류로서 나타났다. 시인으로서는 S. K. 노이만(S. K. Neumann, 1875~1947)이 소위 프롤레타리아 시를 썼고, 소설에서는 올브라흐트(Ivan Olbracht, 1882~1952)의 《프롤레타리아 안나》(1928)와 루테냐 지방의 민요에서 취재한 《산적 니콜라 슈하이》(1933), 마예로바(Marie Majerová, 1882~1958)의 《사이렌》(1935) 등의 작품이 있다.
야로슬라프 하셰크는 제1차 세계대전을 테마로 한 반전 풍자소설 《병사 슈베이크의 모험》(1921~1922)으로 체코 문학의 이름을 세계적인 것으로 만들었다. 국제적으로 가장 유명한 것은 카렐 차페크(1890~1938)로서 희곡 (1920)에서 사용한 신조어 '로봇'은 세계공통의 말이 되었다. 그는 형 요제프와의 합작 희곡 《벌레의 생활》(1921) 외에 《쿠라카치토》(1924), 《산초어(山椒魚)전쟁》(1936) 등 장편에서 현대의 기계문명과 전체주의적 경향에 대해 날카로운 풍자를 퍼붓는 한편, 파쇼의 위협을 예감하고 있다. 추리소설풍의 단편인 《하나의 포켓에서 나온 이야기》(1929), 편지형식의 여행기 《영국 소식》(1923), 에세이 《마사리크와의 대화》(1928~1935) 등 뛰어난 작품이 많다.
이 외에도 쿤데라, 희곡 작가 하벨도 다른 나라에서 이름을 떨쳤다. 하벨은 후에 체코의 대통령이 되었으며, 1984년에는 시인 사이페르트가 노벨문학상을 받았다. 공산작가 푸치크(1903~1943)는 나치 점령하에서 지하 저항운동을 지도했고 체포된 후 베를린에서 사형을 당했다. 옥중에서 은밀히 집필한 《교수대로부터의 보고》는 전후 출판되어(1945) 국제적 반향을 일으켰다. 나치 점령하의 6년간과 전후 한동안의 문학활동은 저조했으나, 1950년경부터는 새로운 문학이 싹트기 시작하였다. 기성작가로는 초기에 쉬르레알리즘의 시인으로서 출발하여 공산주의자로 변신한 네즈월(1900~1958)이 시집 《평화의 노래》(1950)를 내놓았고 푸이마노바(1893~1958)는 《불놀이》(1948), 《삶과 죽음과의 싸움》(1952)을 발표하여, 전전의 《기로에 선 사람들》(1937)과 합쳐 3부작으로 했다.
젊은 세대에서는 얀 드르다(Jan Drda, 1915~1970)가 《소리없는 바리케이트》(Němá barikáda, 1946)로 유명해진 후 왕성한 창작활동을 계속하고 있다. 체코의 현대 작가로는 푸르빈(1910~), 카이나르(1917~), 스카라(1922~), 오트체나세크(1924~), 아슈케나즈이(1921~) 등이 있으나, 전후의 소설분야에서는 슬로바키아 작가의 진출이 활발하다. 타타루카(1913~), 베드나르(1914~), 미나치(1922~) 등 외 《늦어진 보고》(1963)의 므냐치코(1919~) 등이 있다.